# Winters (Texas)
Winters is een plaats (city) in de Amerikaanse staat Texas, en valt bestuurlijk gezien onder Runnels County.

## Demografie
Bij de volkstelling in 2000 werd het aantal inwoners vastgesteld op 2880.
In 2006 is het aantal inwoners door het United States Census Bureau geschat op 2662, een daling van 218 (-7.6%).

## Geografie
Volgens het United States Census Bureau beslaat de plaats een oppervlakte van
7,2 km², waarvan 5,8 km² land en 1,4 km² water. Winters ligt op ongeveer 561 m boven zeeniveau.

## Plaatsen in de nabije omgeving
De onderstaande figuur toont nabijgelegen plaatsen in een straal van 36 km rond Winters.